# 1824 în literatură
Anul 1824 în literatură a implicat o serie de evenimente și cărți noi semnificative.  